# Australiens Grand Prix 1999
Australiens Grand Prix 1999 var det första av 16 lopp ingående i formel 1-VM 1999.

## Rapport
Överraskande var att de tre tippade toppförarna blev utan poäng i säsongspremiären efter tekniska problem vilket gav en sensationell prispall med Eddie Irvine, som tog sin första F1-seger, Heinz-Harald Frentzen och Ralf Schumacher.

## Resultat
1. Eddie Irvine, Ferrari, 10 poäng
2. Heinz-Harald Frentzen, Jordan-Mugen Honda, 6
3. Ralf Schumacher, Williams-Supertec, 4
4. Giancarlo Fisichella, Benetton-Playlife, 3
5. Rubens Barrichello, Stewart-Ford, 2
6. Pedro de la Rosa, Arrows, 1
7. Toranosuke Takagi, Arrows
8. Michael Schumacher, Ferrari

### Förare som bröt loppet
- Ricardo Zonta, BAR-Supertec (varv 48, växellåda)
- Luca Badoer, Minardi-Ford (42, växellåda)
- Alexander Wurz, Benetton-Playlife (28, upphängning)
- Pedro Diniz, Sauber-Petronas (27, transmission)
- Marc Gené, Minardi-Ford (25, kollision)
- Jarno Trulli, Prost-Peugeot (25, kollision)
- Olivier Panis, Prost-Peugeot (23, hjul)
- Mika Häkkinen, McLaren-Mercedes (21, gasspjäll)
- Alessandro Zanardi, Williams-Supertec (20, snurrade av)
- David Coulthard, McLaren-Mercedes (13, hydraulik)
- Jacques Villeneuve, BAR-Supertec (13, trasig vinge)
- Damon Hill, Jordan-Mugen Honda (0, kollision)
- Jean Alesi, Sauber-Petronas (0, växellåda)
- Johnny Herbert, Stewart-Ford (0, brand)